# Švigelj
Švigelj je priimek več znanih Slovencev:
- Anton Švigelj (1868—1954), pravnik (odvetnik), alpinist in glasbeni organizator
- Bojan Švigelj, založnik, urednik
- Brina Švigelj Mérat (*1954), slovensko-francoska pisateljica in novinarka, cineastka
- Cveto Švigelj (1907—1971), inž., fotograf, filmski snemalec in režiser
- Helena Švigelj, violončelistka
- Jože Švigelj (1916—1992), smučarski reprezentant, polkovnik JLA, športni delavec
- Lado (Stanislav) Švigelj (1915—?), strokovnjak za lovstvo, upravnik Gojitvenega lovišča Rog
- Maša Švigelj (1877—1936), alpinistka (r. Dvorsky; žena Antona Š.)
- Matej Švigelj, ekonomist, prof. EF UL
- Mitja /Dimitrij Švigelj, arhitekt, oblikovalec, slikar
- Mojca Švigelj Černigoj, arhitektka
- Monika Švigelj, laiška misijonarka (Kambodža)
- Polona Švigelj,  misijonarka  Senegal
- Tomaž Švigelj, RTV-režiser glasbenih prenosov/oddaj
- Viktor Švigelj, zdravnik nevrolog
- Zdenko Švigelj (1905—1990), smučarski tekač